# Pseudolithos harardheranus
Pseudolithos harardheranus är en oleanderväxtart som beskrevs av Dioli. Pseudolithos harardheranus ingår i släktet Pseudolithos och familjen oleanderväxter. Inga underarter finns listade i Catalogue of Life.